# 399
Римська імперія розділена на дві частини. У Східній Римській імперії править Аркадій. У Західній — Гонорій. У Китаї правління династії Цзінь. В Індії правління імперії Гуптів. У Японії триває період Ямато. У Персії править династія Сассанідів.
На території лісостепової України Черняхівська культура. У Північному Причорномор'ї готи й сармати. Історики VI століття згадують плем'я антів, що мешкало на території сучасної України приблизно з IV сторіччя. З'явилися гуни, підкорили остготів та аланів й приєднали їх до себе.

## Події
- Імператор Гонорій звелів закрити школу гладіаторів у Римі й припинив гладіаторські бої.
- Готський ватажок Гайнас став magister militum на Сході, оголосив себе співрегентом і взяв під контроль Константинополь.
- 39-им папою Римським став Анастасій I.

## Померли
- Сиріцій, Папа Римський.